# Rdest kadeřavý
Rdest kadeřavý (Potamogeton crispus) je druh jednoděložných rostlin z čeledi rdestovité (Potamogetonaceae).

## Popis
Jedná se vodní rostlinu s tenkým oddenkem, přezimuje pomocí turionů. Patří mezi tzv. širokolisté rdesty. Lodyha je až 200 cm dlouhá, čtyřhranná a smáčklá, celá rostlina i s listy bývá často hnědě zbarvená. Listy jsou jednoduché, jen ponořené, přisedlé, střídavé, čepele jsou podlouhle čárkovité až čárkovitě kopinaté, asi 2–6 cm dlouhé a asi 5–11 mm široké, pětižilné (vzácněji trojžilné). Čepele listů bývají nápadně kadeřavé, což je charakteristický znak druhu, který mu dal i název. Za mlada nebo v proudící vodě však mohou být i ploché. Listy plovoucí na hladině chybí. Palisty jsou vyvinuty, jsou 2, nejsou srostlé a tvoří jazýček. Květy jsou v květenstvích, v klasech. Okvětí není rozlišeno na kalich a korunu, skládá se ze 4 okvětních lístků, většinou nenápadných, hnědavých, někteří autoři je však považují za přívěsky tyčinek. Tyčinky jsou 4, srostlé s okvětím. Gyneceum je apokarpní, složené z 4 plodolistů. Semeník je svrchní. Plodem je nažka, na vrcholu se zobánkem, který je stejně dlouhý nebo i delší než vlastní plod.

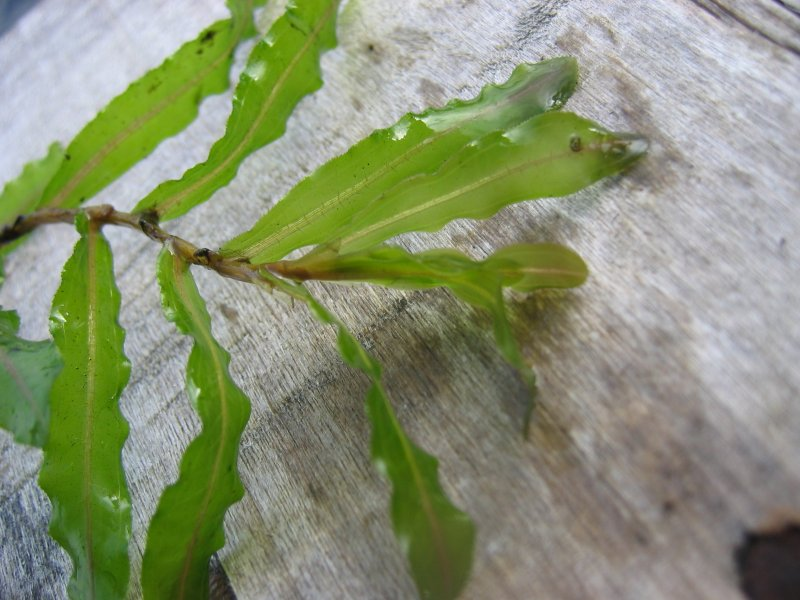
Detail rdestu kadeřavého

## Rozšíření ve světě
Rdest kadeřavý je rozšířen v rozsáhlých oblastech Evropy a Asie, v severních chladných oblastech však chybí. Je rozšířen i jinde ve světě, např. v některých částech Afriky a v Austrálii, byl zavlečen i do Severní, Střední i Jižní Ameriky. V Severní Americe se začal šířit zhruba po roku 1840 a dnes se tam vyskytuje ledaskde na sever po jižní Kanadu.

## Rozšíření v Česku
V ČR je to v současnosti jeden z nejhojnějších druhů rdestů vůbec. Roste v rybnících, mrtvých říčních ramenech, někdy i v řekách a potocích od nížin do podhůří. Vyhovují mu spíše eutrofnější vody, proto se vyskytuje i v celkem intenzivně obhospodařovaných chovných rybnících.